# Хой (башня)
«Хой» (башня) — Хойская боевая башня (чеч. Хо бӏов) входила в замковый комплекс бывшего сторожевого поселения чеберлоевцев в районе высокогорного озера Кезенойам.

## Этимология
Название башни Хой (чечен. Хо) в переводе с чеченского языка означает — «стража», «дозор» или «укрепление стражников».

## География
Башня расположена в селе Хой на левом берегу реки Ахкете, в 45 км к югу от районного центра Ведено, в 113 км от Грозного и 2 км к югу от высокогорного озера Кезенойам. Ближайшие населённые пункты: на юго-западе — сёла Макажой, Ихарой и Харкарой, на северо-западе — село Ари-Аул, на юго-востоке — село Тандо (Дагестан). Располагается на небольшом горном плато.

## История
Башня Хой возведена в XV—XVI веке использовалась как оборонительное сооружение той эпохи. Во время боевых действий на территории Чеченской Республики в 2000 году была полностью разрушена. Затем после принятия решения руководством республики о восстановлении архитектурных памятников зодчества вновь была восстановлена в 2018 году при реставрации башни строители использовали собранные камни от старой башни Хой. Восстановление башни производилось по сохранившимся архитектурным чертежам, нарисованным ещё советским археологом-исследователем В. И. Марковиным во второй половине XX века. Располагается в Веденском районе, недалеко от озера Казенойам на высоте более 2 тысяч метров над уровнем моря.

## Описание
Башня входит в архитектурный комплекс селения Хой, это боевая и две жилые, а также мечеть с медресе. В. И. Марковин в своих научных трудах описывает увиденную им башню в начале 1960-х годов так: среди большого количества жилых башен возвышается боевая. Хойская башня некогда была четырёхэтажной. Сверху эта башня увенчана остатками сплошного машикуля, опоясывающего её со всех четырёх сторон. Хойская башня богато украшена. Здесь и углублённый узор в виде ромбов и треугольников, Т-образные тамги и петроглифы. Основание башни имеет размеры 5 на 5 метров при высоте 16 метров. Вход в башню, ведущий сразу на второй этаж, устроен с юго-восточной стороны. Арочная конструкция этого проёма завершается примитивным замковым камнем. Больших входных проемов в башни нет. Вероятно, для движения по этажам использовались внутренние лестницы. Постройка была хорошо освещена — сохранилось пять оконных отверстий. Сделана качественная декорировка здания. Три стороны его украшены углубленным тамгообразным знаком, напоминающим букву «Т». Возможно, это сильно стилизованное изображение креста — «голгофы», довольно часто встречающихся на вайнахских постройках. Помимо этих «тамг», стены башни украшены крестообразными треугольниками углублениями и линейным пояском из таких же углублений. На её юго-западной стене имеются камни с линейными и круговыми петроглифами. Завершают конструкцию башни остатки выступающих машикулей, полностью проходящих вдоль всей её верхней части.
Стены башни ориентировались по сторонам света. С внешней стороны в ту эпоху наносились магические знаки, оберегающие башню, фамильные знаки, свидетельствующие о древности и знатности фамилии.

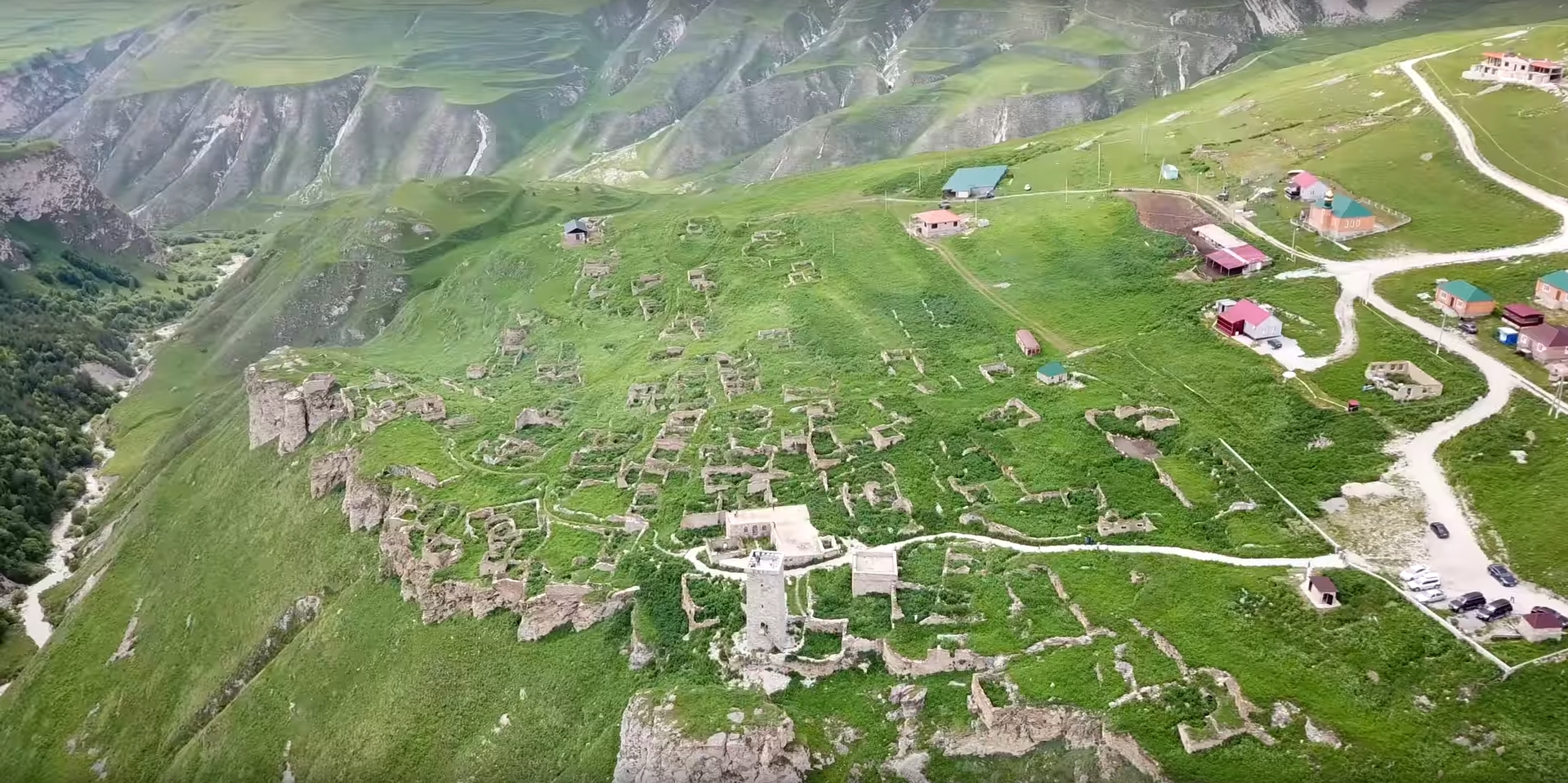
Общий вид «Башня Хой» (20 июля 2019)

После восстановления замкового комплекса башня стала популярным местом среди туристов.
В 2013 году башня была признана объектом культурного наследия регионального значения.

## В филателии

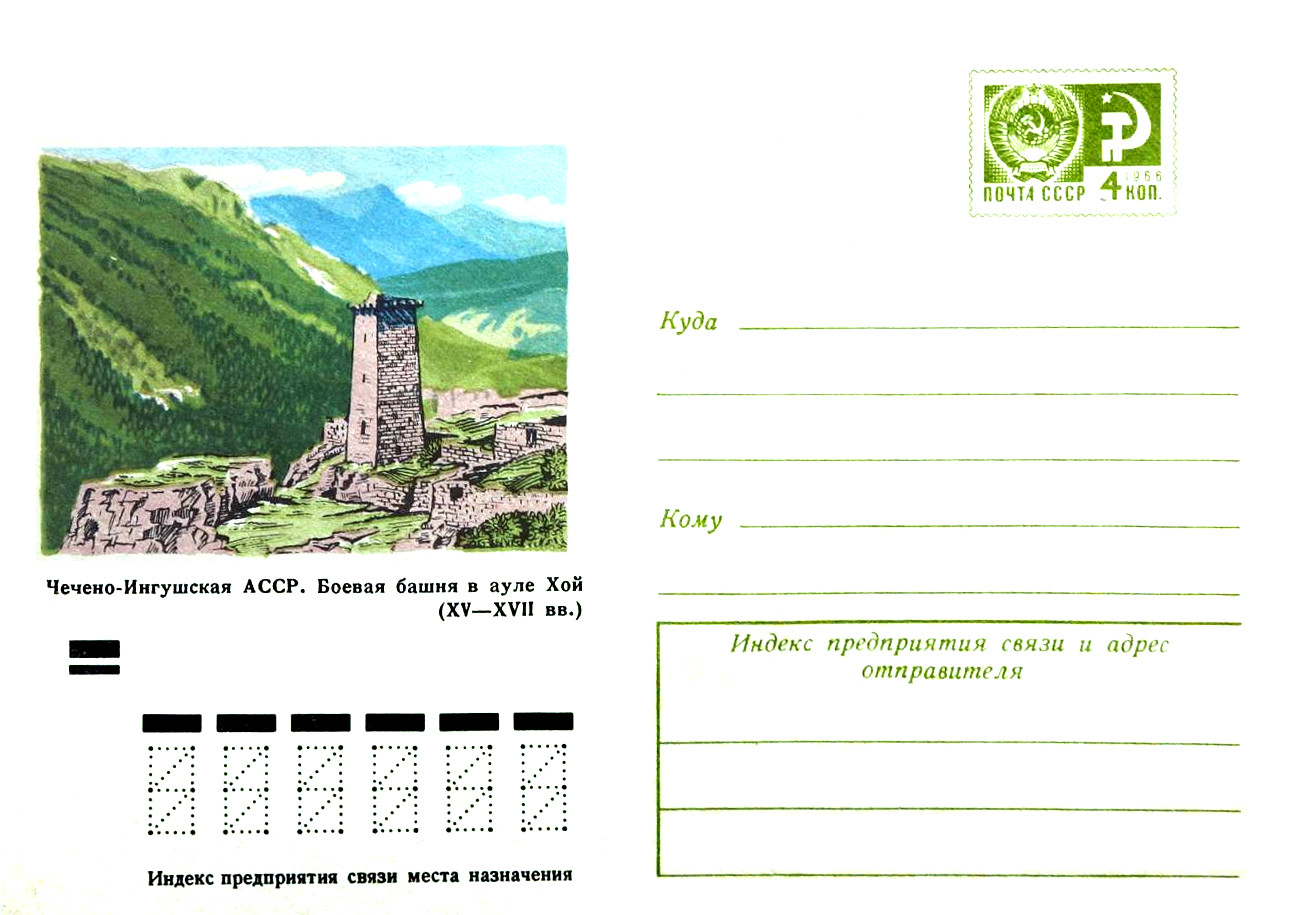
Конверт СССР «Чечено-Ингушская АССР. Боевая башня в ауле Хой». 1973 год.

В 1973 году в СССР был выпущен художественный маркированный конверт «Чечено-Ингушская АССР. Боевая башня в ауле Хой».

## Галерея

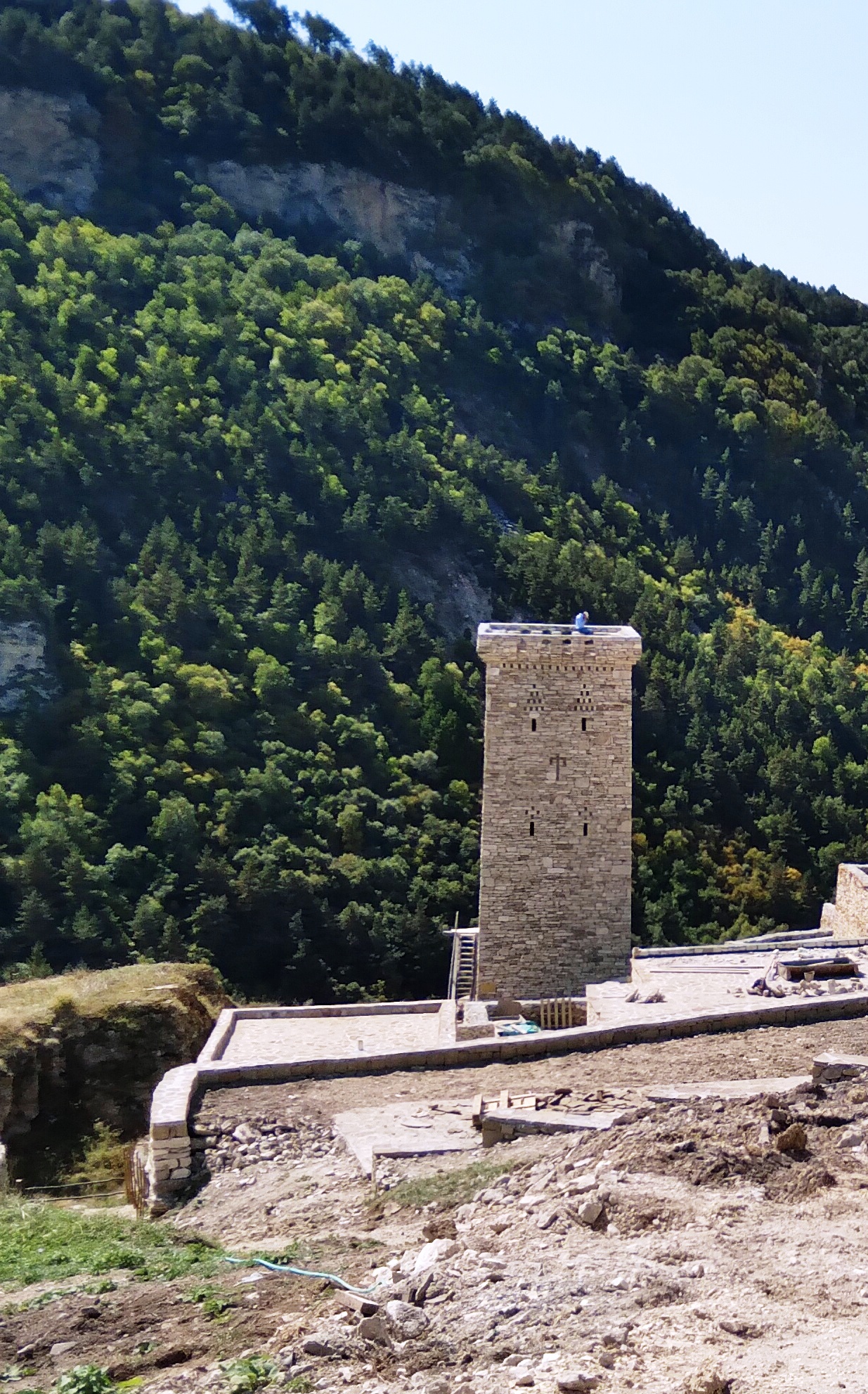
Хой башня
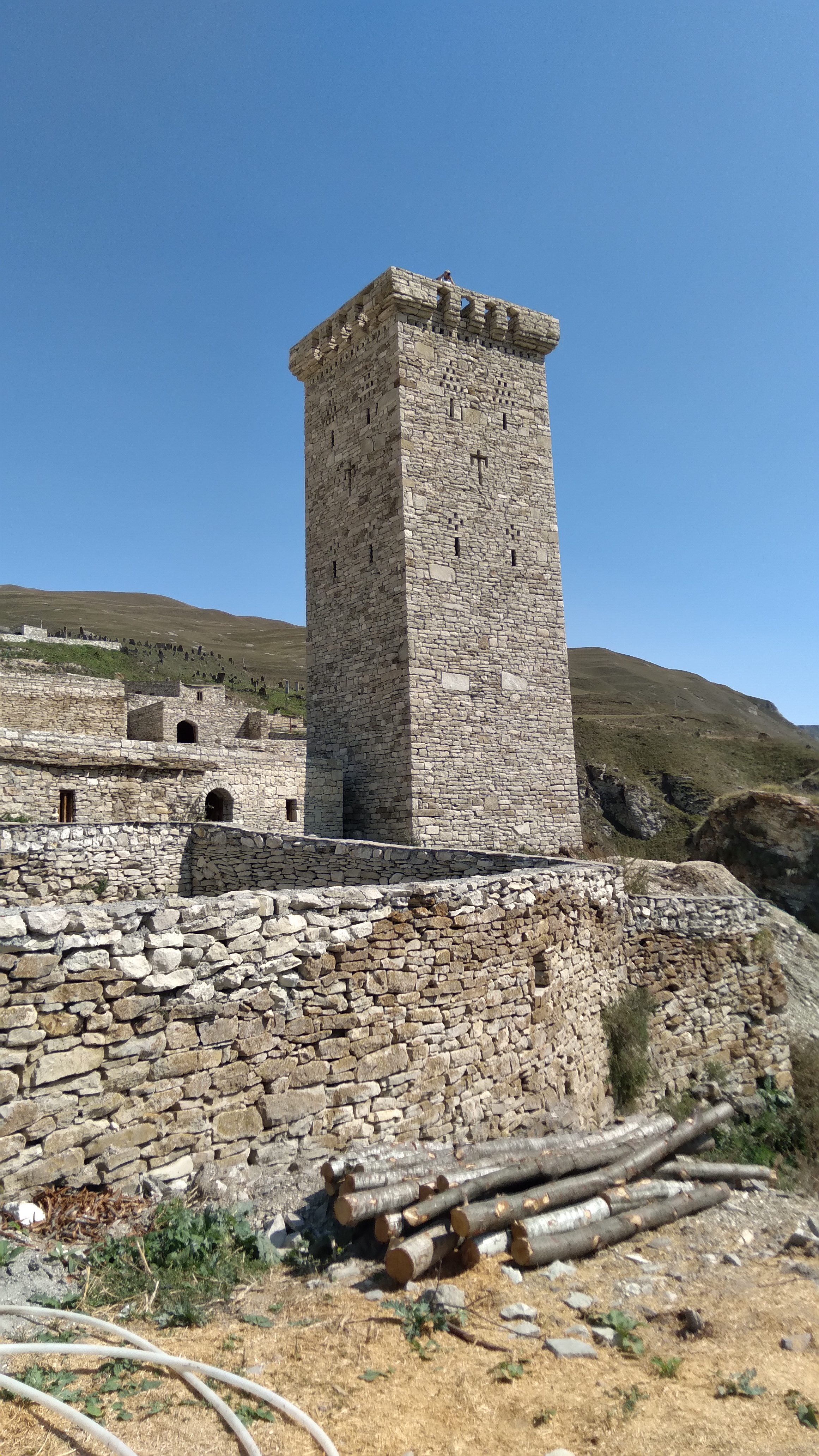
Хойская боевая башня
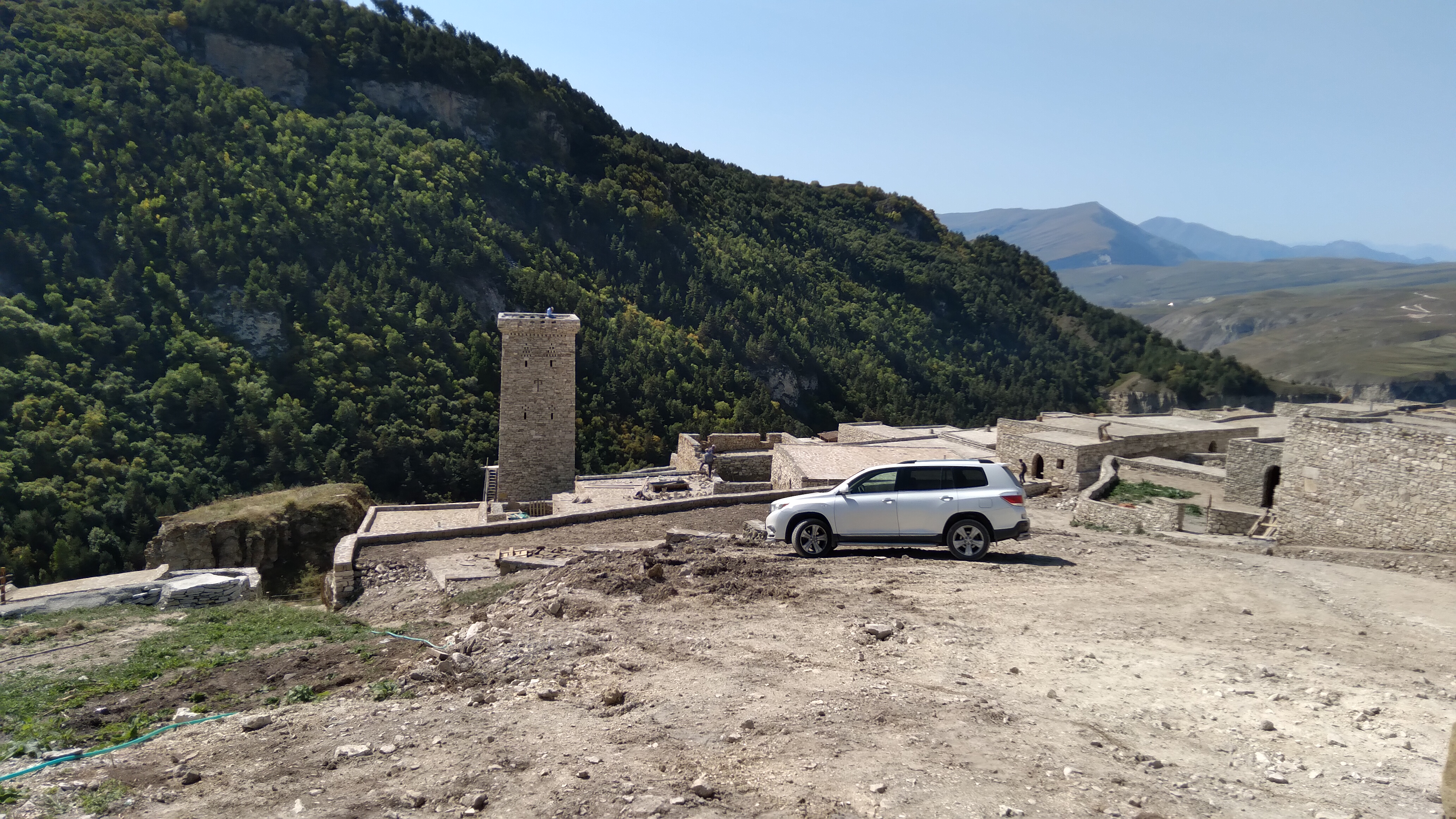
Общий вид Хойской башни